# アドゥヤマン
アドゥヤマン（トルコ語:Adıyaman）は、トルコ共和国の東部、南東アナトリア地方のアドゥヤマン県にある都市で、同県の県都。トルコで最も人口増加の著しい都市。1990年の人口は100,045人であったが、2009年には198,433人に増加した。

## 歴史
紀元前900年以降、アッシリア人、ペルシア人、マケドニア人の侵攻を受けた。紀元前69年にコンマゲネ王国が設立した。王都はSamosataにあった。アドゥヤマンは壁に囲まれたコンマグネ王国の町であった。
西暦72年、コンマグネ王国はローマ人によって侵略され、滅亡した。その後、町は395年から670年までビザンチン帝国、670年よりウマイヤ朝、758年から926年までアッバース朝の各支配を受けた。859年から1114年までビザンチン帝国によって再支配された。1114年から1204年まではアラブ人、その後はテュルク人によって支配された。テュルク人は1114年以降、町に流入しはじめた。1200年代の町の支配者であるセルジューク・トルコは、しばしばモンゴル人の来襲に苦しんだ。1298年から1516年まではマムルーク朝の支配を受け、1516年にはオスマン帝国のセリム1世が支配した。